# Любовин
Любовин (бел. Любавін) — деревня в Липиничском сельсовете Буда-Кошелёвского района Гомельской области Белоруссии.

## География

### Расположение
В 14 км на северо-запад от районного центра и железнодорожной станции Буда-Кошелёвская (на линии Жлобин — Гомель), 62 км от Гомеля.

### Гидрография
Река Липа (приток реки Сож).

## Транспортная сеть
Транспортные связи по просёлочной, затем автомобильной дороге Чечерск — Буда-Кошелёво. Планировка состоит из криволинейной почти меридиональной улицы, пересекаемой на севере короткой прямолинейной улицей. В центре к главной улице с востока присоединяется короткая дугообразная улица. Застройка двусторонняя, деревянными домами усадебного типа.

## История
По письменным источникам известна XIX века как деревня в Староруднянской волости Рогачёвского уезда Могилёвской губернии. В 1885 году открыта школа (в 1907 году 71 ученик), которая разместилась в наёмном крестьянском доме, а в начале 1920-х годов ей было переданное национализированное здание. По переписи 1897 года находились: 2 ветряные мельницы, винная лавка. В 1925 году преимущественное большинство жителей составляли польские семьи.
С 20 августа 1924 года до 16 июля 1954 года центр Любавинского сельсовета Буда-Кошелёвского района Бобруйского, с 27 октября 1927 года Гомельского (до 26 июля 1930 года) округов, с 20 февраля 1938 года Гомельской области. В 1929 году организован колхоз имени Ф. Э. Дзержинского, работала кузница. Действовал врачебный участок. На фронтах Великой Отечественной войны погибли 53 жителя деревни. В 1959 году в составе колхоза имени В. И. Ленина (центр — деревня Буда Люшевская).
В 1969 году в деревню переселились жители посёлка Осиновка.
До 16 декабря 2009 года в составе Буда-Люшевского сельсовета.

## Население
- 1868 год — 29 дворов, 194 жителя.
- 1897 год — 53 двора, 388 жителей (согласно переписи).
- 1925 год — 95 дворов.
- 1959 год — 251 житель (согласно переписи).
- 2004 год — 17 хозяйств, 26 жителей.